# Verband der Deutsch-Amerikanischen Clubs
Der Verband der Deutsch-Amerikanischen Clubs e. V. (VDAC), englisch Federation of German-American Clubs, ist ein 1948 gegründeter Verein, dem 18 örtliche Clubs in Deutschland angehören. Der VDAC setzt sich für die deutsch-amerikanische Völkerverständigung und die Pflege der transatlantischen Beziehungen ein. Zu den Projekten gehören der Studenten- und Jugendaustausch.

## Geschichte
Im Jahre 1946 gründete Merle A. Potter, Captain der US-Armee, gemeinsam mit Louis Ferdinand Prinz von Preußen mit dem „Bad Kissingen Cosmopolitan Club“ den ersten deutsch-amerikanischen Freundschaftsclub, der aufgrund des Fraternisierungsverbots nach kurzer Zeit verboten wurde. Potter wurde zur Militärregierung nach Ansbach versetzt. Nach der Hoffnungsrede des US-Außenministers James F. Byrnes am 6. September 1946 wurde die Nichtverbrüderungspolitik durch Militärgouverneur Lucius D. Clay aufgehoben, der anschließend Captain Potter mit der Gründung von deutsch-amerikanischen Freundschaftsclubs in der amerikanischen Zone beauftragte.
Im September 1947 lud Major Potter die mittlerweile gegründeten Clubs erstmals zu einem gemeinsamen Treffen nach Heidelberg ein. In einem Telegramm grüßte General Clay die Delegierten mit folgenden Worten: „Die Demokratie kann nur durch Freundschaft, Verständigung und uneingeschränkte Diskussion wachsen, und die Militärregierung billigt, dass sich amerikanische und deutsche führende Persönlichkeiten in zwanglosen, geselligen Zusammenkünften treffen.“
Im Juni 1948 fand die zweite Konferenz in Bad Kissingen statt, an der 17 Vereine, darunter zwei Frauenclubs, teilnahmen. Die Gründung eines Dachverbandes mit dem Namen „FEDERATION OF GERMAN-AMERICAN SOCIAL DISCUSSION CLUBS“ wurde beschlossen.
Bei einer Versammlung in München im Mai 1949 wurde der Verband in „FEDERATION OF GERMAN-AMERICAN CLUBS“ (Verband der Deutsch-Amerikanischen Clubs) umbenannt. Diese Bezeichnung ist bis heute gültig. 1957 wurde das Studentenaustauschprogramm „Eine Brücke über den Atlantik“ initiiert, was dem Zweck einer intensiven Völkerverständigung der jungen Generationen Deutschlands und der USA dient. 1958 wurde die deutsch-amerikanische Jugendarbeit mit in das Verbandsprogramm aufgenommen, die es Jugendlichen zwischen 14 und 18 Jahren ermöglicht, Studienreisen in die USA bzw. nach Deutschland zu unternehmen.
Im Jahr 1980 verlieh der VDAC erstmals die Lucius D. Clay Medaille an John Jay McCloy. Die Medaille wird jährlich am im Oktober stattfindenden Deutsch-Amerikanischen Tag an Persönlichkeiten verliehen, die sich um die deutsch-amerikanische Freundschaft verdient gemacht haben. Heute zählt der Verband  27 Mitgliedsclubs und unterhält Kontaktbüros in Washington, New York und San Francisco.

## Projekte

### Studentenaustausch
Der Studentenaustausch hat seit den Anfängen im Jahr 1957  über 2.700 jungen Amerikanern und Deutschen mit einem Stipendium einen Studienaufenthalt jenseits des Atlantiks ermöglicht. Jährlich gehen etwa 25 deutsche Studenten in die USA, während um die 25 junge US-Amerikaner nach Deutschland kommen. An dem Programm nehmen  19 amerikanische und 22 deutsche Partneruniversitäten teil. Für die ehemaligen Austauschstudenten bietet der VDAC Alumni e. V. ein  Netzwerk und die Möglichkeit für ein  Engagement.

### Jugendprogramm
Seit 1958 findet ein Jugendprogramm statt. Für die Jugendlichen im Alter von 14 bis 18 Jahren werden Seminare und Studienreisen, das sogenannte „Homestay-Program“, organisiert und veranstaltet. Ziel ist es, Verständnis und Toleranz im gemeinsamen Miteinander zu entwickeln. Die Sicherung von Frieden, Freiheit und Gerechtigkeit wird den jungen Menschen dabei als weiteres Ziel vermittelt.

### VDAC-Zeitschrift „Gazette“
Informationen aus den Clubs und Nachrichten um die Deutsch-Amerikanische Freundschaft sind regelmäßig in der „Gazette“ nachzulesen. Die Zeitschrift ist offizielle Nachrichtenplattform des VDAC.

### Deutsch-Amerikanischer Tag
Die Feierlichkeiten  um den Deutsch-Amerikanischen Tag würdigen in jedem Jahr die besonderen geschichtlichen und freundschaftlichen Beziehungen zwischen den USA und Deutschland. Persönlichkeiten, die einen herausragenden Beitrag zur Vertiefung der deutsch-amerikanischen Freundschaft geleistet haben, werden mit der Lucius D. Clay Medaille ausgezeichnet. Zu den Preisträgern zählen Angela Merkel, Hans-Dietrich Genscher und Thomas Reiter.

## Ehrenvorstand
Die folgenden Persönlichkeiten  gehören dem Ehrenvorstand des VDAC an:
- Kurt Beck, ehemaliger Ministerpräsident von Rheinland-Pfalz
- Philip D. Murphy, ehemaliger Botschafter der Vereinigten Staaten von Amerika in Deutschland
- Georg Friedrich Prinz von Preußen
- Werner Weidenfeld, Centrum für angewandte Politikforschung